# Aleucanitis tenera
Aleucanitis tenera là một loài bướm đêm trong họ Noctuidae.